# Bloodshot (jeu vidéo)
Pour les articles homonymes, voir Bloodshot.
Bloodshot (ou Battle Frenzy aux États-Unis et en Allemagne) est un jeu vidéo de tir en vue à la première personne sorti en 1994 sur Mega Drive et Mega-CD. Le jeu a été développé par Domark et édité par Acclaim.